# Comunitat de comunes del Porhoët
La Comunitat de comunes del Porhoët (en bretó Kumuniezh kumunioù Bro Porc'hoed) és una estructura intercomunal francesa, situada al departament d'Ar Mor-Bihan a la regió Bretanya, al País de Ploërmel - Cœur de Bretagne. Té una extensió de 175,06 kilòmetres quadrats i una població de 5.410 habitants (2009).

## Composició
Agrupa 6 comunes :
1. Évriguet
2. La Trinité-Porhoët
3. Guilliers
4. Ménéac
5. Mohon
6. Saint-Malo-des-Trois-Fontaines